# SNCB-Holding
La SNCB-Holding, dont le nom complet est Société nationale des chemins de fer belges-Holding SA, est une société anonyme de droit public qui a fusionné le 1er janvier 2014 avec sa filiale SNCB.

## Histoire
Le 1er janvier 2005, afin de respecter les directives européennes concernant l'organisation des chemins de fer en vue d'une ouverture à la concurrence, l'État belge crée le Groupe SNCB avec la SNCB-Holding (dénommée statutairement Société nationale des chemins de fer belges-Holding SA) en société mère et la nouvelle SNCB et Infrabel en filiales. C'est une société anonyme de droit public, détenue à près de 100 % par l'État belge, « héritière juridique de l'ancienne SNCB ».
En 2006, la SNCB-Holding privatise les activités d'ABX Logistics.
Le 1er janvier 2014, la SNCB Holding fait une fusion avec sa filiale SNCB, qui disparait, et change de nom en reprenant la dénomination SNCB. Elle devient une entreprise ferroviaire au statut d'entreprise publique autonome détenue par l'État Belge, en parallèle Infrabel conserve donc sa qualité de gestionnaire du réseau mais devient également une entreprise publique autonome détenue par l'État Belge. Une troisième entreprise SA de droit public, dénommée HR Rail, est créée. C'est une filiale à parts égales de la nouvelle SNCB et d'infrabel, dont au moins 2 % des actions et 60 % des droits de votes sont détenus par l'État Belge. Elle est l'employeur unique de l'ensemble du personnel de la SNCB et d'Infrabel.